# Openingshoek

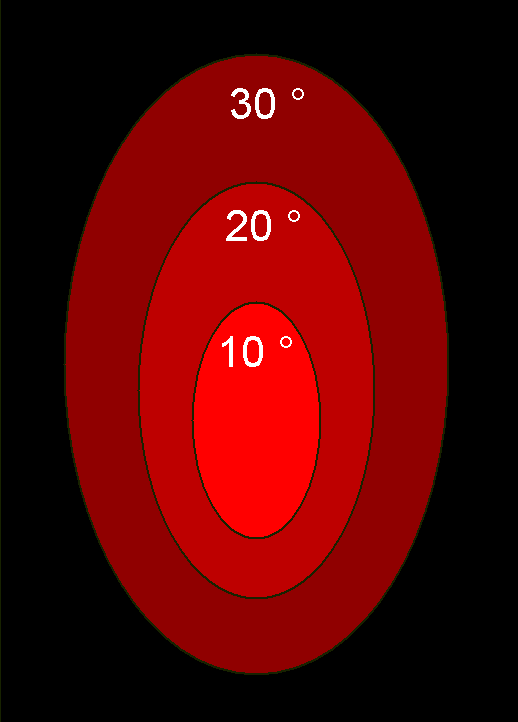
Voorbeelden van openingshoeken

Een openingshoek drukt uit hoe snel een kegelvormige lichtbundel zich verspreidt. Alhoewel een kegel een 3-dimensionale vorm is, wordt de openingshoek (om redenen van eenvoud en symmetrie) meestal uitgedrukt als een gewone, 2-dimensionale hoek.  De openingshoek is het dubbele van de hoek tussen de as en de mantel van de kegel.
Een algemenere manier om de breedte van (bijvoorbeeld minder symmetrische) bundels uit te  drukken is de (3-dimensionale) ruimtehoek.
Een gewone gloeilamp heeft een openingshoek van ruim 340°, omdat het uitgestraalde licht alleen bij de fitting wordt tegengehouden. Met behulp van reflectoren en lenzen kan de openingshoek worden verkleind. Gewone E14 en E27 reflectorlampen hebben een hoek van ongeveer 60°. Autolampen hebben bij dimlicht in verticale zin een asymmetrische openingshoek, aangezien de bundel de tegenligger niet mag verblinden. Een vuurtoren heeft een zeer kleine openingshoek, die wordt bereikt door een complex lenzenstelsel.
Leds hebben openingshoeken tussen 100° en 3°. Dit is een wezenlijk verschil met de gloeilamp, waardoor een led in de meeste toepassingen niet zonder meer de vervanger hiervoor kan zijn, ondanks alle voordelen van lange levensduur, laag energieverbruik en geringe warmteontwikkeling.
Een laser heeft een openingshoek van nagenoeg 0 graden. De lichtbundel waaiert praktisch niet uit.
De openingshoek of beeldhoek van een camera is dat deel van de wereld dat als beeld terechtkomt op de film of CCD-chip en is dus afhankelijk van de brandpuntsafstand en de afmetingen van dat projectievlak. Gemeten langs een diagonaal van het projectievlak wordt de openingshoek gegeven door:
{\displaystyle \alpha =2\arctan \left({\frac {d}{2f}}\right)}
Hierin is d de lengte van de diagonaal en f de brandpuntsafstand.
Een kleinbeeldcamera met een standaard 50mm-lens
heeft volgens deze formule een openingshoek van 46,8 graden.